# Teatro Nuovo (Napoli)
Il teatro Nuovo è un teatro di Napoli, sito nel cuore dei Quartieri Spagnoli.

## Storia
Fu costruito nel 1723 su progetto dell'architetto e scenografo Domenico Antonio Vaccaro per conto degli impresari teatrali Giacinto (o Giacomo) De Laurentiis e Angelo Carasale.
A fine Settecento il teatro, ubicato lungo la trafficata via Toledo, ospitava sessantacinque palchi per un totale di duecentocinquanta posti.
Nel settembre del 1723 avviene la prima assoluta di La Locinna di Antonio Orefice, nel 1724 di Lo Simmele di Orefice, nel 1726 di Orismene ovvero Dalli sdegni l'amore di Leonardo Leo, nel 1740 di L'Origille di Antonio Palella, nel 1741 di L'incanti per amore di Palella e nel 1770 di Le trame per amore di Giovanni Paisiello.
Divenne subito il tempio dell'opera buffa e accolse i successi di Domenico Cimarosa, Niccolò Piccinni e Paisiello, la cui opera Il Socrate immaginario fu inscenata proprio in questo teatro nel 1775.
Fu frequentato da Vittorio Alfieri durante il suo primo soggiorno partenopeo al principio del 1767; nell'inverno di quell'anno il Nuovo ospitò le repliche de I matrimoni per dispetto di Pasquale Anfossi.

## Prime Assolute (lista incompleta)
- La Locinna di Antonio Orefice (1723)
- Lo Simmele di Antonio Orefice (con la collaborazione di Leonardo Leo) (1724)
- La mogliera fedele di Leonardo Vinci (1724)
- Amor d'un'ombra e gelosia d'un'aura di Giuseppe Sellitto (1725)
- Il trionfo d'amore di Pietro Auletta (1725)
- L'Aracolo di Dejana di Francesco Corradini (1725) (con la dicitura di "Nuovo triato de Monte Cravaneio")
- La Mila, o puro chi è lo primmo vence di Anastasio Orefice (1726)
- L'Orismene, overo dagli sdegni gli amori di Leonardo Leo (1726)
- Lo corzaro di Angelo Antonio Troiano (1726)
- Chi si ntrica resta ntricato di Nicola Altamura (1726)
- La milorda di Giuseppe de Majo (1728)
- La pastorella commattuta di Leonardo Leo (1728)
- Lo conte di Scrignano di Costantino Roberti (1729)
- Li dispiette amoruse di Michele Caballone (1731)
- La vecchia trammera di Antonio Orefice (1732)
- La forza d'ammore di Giuseppe Montuoli (1732)
- Prìzeta correvata di Giuseppe Ventura (1732)
- Amore mette sinno o Amore dà senno di Leonardo Leo (1733)
- Il Flaminio di Giovanni Battista Pergolesi (autunno 1735)
- Il Filippo di Michele Caballone (1735)
- La Climene di Nicola Pisano (1738)
- La rosa di anonimo (1738)
- Lo secretista di Carlo Cerere (1738)
- L'amante impazzito di Matteo Capranica (1738)
- Amor vuole sofferenza di Leonardo Leo (1739)
- Don Chichibio di Pietro Auletta (1739)
- Il barone di Zampano di Nicola Antonio Giacinto Porpora (1739)
- L'Origille di Antonio Palella (1740)
- L'ambizione delusa di Leonardo Leo (1742)
- L'innocenti gelosie di Giuseppe Sellitto (1744)
- Amare e fingere di Gaetano Latilla (1745)
- La Flavia di Geronimo Cordella (1749)
- Amore figlio del piacere di Nicola Bonifacio Logroscino (1751)
- Li nnamorate correvate di Gregorio Sciroli (1752)
- Lo finto perziano di Antonio Bonifacio Logroscino (1752)
- L'Elmira generosa di Antonio Bonifacio Logroscino (1753)
- Le chiaiese cantarine di Nicola Bonifacio Logroscino (1754)
- Il Celindo riconosciuto di Fedele Fenaroli (1755)
- La finta 'mbreana di Nicola Bonifacio Logroscino (1756)
- I disturbi di Nicola Bonifacio Logroscino in collaborazione con Tommaso Traetta (1756)
- La sposa bizzarra di Gaspare Gabellone o Caballone (1757)
- L'amante ridicolo di Niccolò Piccinni (1757), intermezzo
- L'Ottavio di Pietro Carlo Guglielmi (1760)
- Lo marito disperato di anonimo (1761)
- Lo sagliemmanco di Gregorio Sciroli (1762)
- Lo sposo di tre e marito di nessuna di Pasquale Anfossi (1763)
- Le viaggiactrici di bell'umore di Giacomo Insanguine (1763)
- La finta ciarlatana di Niccolò Piccinni (1763)
- La giocatrice bizzarra di Gaspare Gabellone o Caballone (1764)
- Fedeltà in amore di Giacomo Tritto (1764)
- Il finto medico di Pasquale Anfossi (1764)
- La vedova capricciosa di Giacomo Insanguine (1765)
- La vedova di bel genio di Giovanni Paisiello (1766)
- La Molinarella di Niccolò Piccinni (1766)
- L'idolo cinese di Giovanni Paisiello (1767)
- Il furbo malaccorto di Giovanni Paisiello (1767)
- I matrimoni per dispetto di Pasquale Anfossi (1767)
- La luna abitata di Giovanni Paisiello (1768)
- La locandiera di spirito di Niccolò Piccinni (1768)
- L'arabo cortese di Giovanni Paisiello (1769)
- La finta semplice ossia il tutore burlato di Giacomo Insaguine (1769)
- La Zelmira o sia la marina del Granatello di Giovanni Paisiello (1770)
- Le trame per amore di Giovanni Paisiello (1770)
- La somiglianza de' nomi di Giovanni Paisiello (1771)
- I scherzi d'amore e di fortuna di Giovanni Paisiello (1771)
- La Dardanè di Giovanni Paisiello (1772)
- Gli amanti comici di Giovanni Paisiello (1772)
- Il tamburo di Giovanni Paisiello (1773)
- La finta parigina di Domenico Cimarosa (1773)
- Il duello di Giovanni Paisiello (1774)
- Il credulo deluso di Giovanni Paisiello (1774)
- Don Taddeo in Barcellona di Antonio Pio (1774)
- Le astuzie amorose di Giovanni Paisiello (1775)
- Il Socrate immaginario di Giovanni Paisiello (1775)
- La donna di tutti i caratteri di Domenico Cimarosa (1775)
- Dal finto al vero di Giovanni Paisiello (1776)
- I matrimoni in ballo di Domenico Cimarosa (1776) revisionato come La baronessa stramba presso lo stesso teatro (1786)
- I sdegni per amore di Domenico Cimarosa (1776)
- La frascatana nobile o la finta frascatana di Domenico Cimarosa (1776)
- Il cicisbeo discacciato di Gaetano Monti (1777)
- La fuga di Gaetano Monti (1777)
- I viluppi amorosi di Angelo Tarchi (1778)
- I commedianti fortunati di Antonio Amicone (1779)
- I sposi incogniti di Gaetano Latilla (1779)
- Il principe riconosciuto e la Marinella di Giacomo Tritto (1780)
- Il re alla caccia di Angelo Tarchi (1780)
- La Bellinda di Giacomo Tritto (1781)
- La francese di spirito di Giacomo Tritto (1781)
- Le donne vendicate di Gaetano Monti (1781)
- Il molaforbice di Gaetano Monti (1781)
- Don Procopio in corte del Pretejanni di Giacomo Tritto (1782)
- La scuola degli amanti di Giacomo Tritto (1783)
- La virtuosa di Mergellina di Pietro Alessandro Guglielmi (1785)
- La donna sempre al suo peggior d'appiglia di Domenico Cimarosa (1785)
- Il geloso ravveduto o sia i pazzi di Francesco Antonio de Blasis (1785)
- Il credulo di Domenico Cimarosa (1786)
- L'impresario in angustie di Domenico Cimarosa (1786),(revisionata da Johann Wolfang von Goethe come Die theatralischen Abenteuer e rappresentata nel 1791 a Weimar)
- Le trame deluse di Domenico Cimarosa (1786)
- Gli amanti trappolieri di Vincenzo Fabrizi (1787)
- Il corrivo di Giuseppe Giordani (1787)
- Lo scoprimento inaspettato di Pietro Carlo Guglielmi (1787)
- I sposi in rissa di Francescantonio Speranza (1788)
- Il cartesiano fastastico di Giacomo Tritto (1790)
- La bizzarra contadina di Gaetano Marinelli (1790)
- Gl'incontri stravaganti di Marcello Bernardini (1790)
- L'isola di Bellamarina di Francesco Antonio de Blasis (1791)
- L'allegria della campagna di Marcello Bernardini (1791)
- Amor tra le vendemmie di Pietro Alessandro Guglielmi (1792)
- I traci amanti di Domenico Cimarosa (1793)
- Le nozze in garbuglio di Giacomo Tritto (1793)
- Gli amanti in puntiglio di Giacomo Tritto (1794)
- L'amore immaginario di Valentino Fioravanti (1794)
- L'uomo indolente di Giuseppe Farinelli (1795)
- L'impresario burlato di Luigi Mosca (1797)
- Il folletto di Giuseppe Mosca (1797)
- L'inganno per amore di Pietro Carlo Guglielmi (1797)
- L'eroismo ridicolo di Gaspare Spontini (1798)
- La finta filosofa di Gaspare Spontini (1799)
- Il viaggiatore ridicolo di Giuseppe Elia (1799)
- L'avaro di Valentino Fioravanti (1800)
- Li sposi in cimento di Luigi Mosca (1800)
- Le stravaganze d'amore di Luigi Mosca (1800)
- La fuga in maschera di Gaspare Spontini (1800)
- L'innocenza conosciuta di Pietro Casella (1801)
- Il villano in angustie di Valentino Fioravanti (1801)
- Il fortunato accidente di Cesare Jannoni o Giannoni (1801)
- Il trionfo della religione di Francesco Federici (1802)
- L'impostore di Luigi Mosca (1802)
- Non ci facciamo i conti senza l'oste di Andrea Sartorio (1802)
- L'Omaggio pastorale di Giacomo Tritto (1802)
- La donna di bell'umore di Giuseppe Elia (1803)
- La serva bizzarra di Pietro Carlo Guglielmi (1803)
- La riedificazione di Gerusalemme ossia Chabri, e Nehèmia di Domenico Cimarosa e Nicola Antonio Zingarelli (1804)
- Il geloso sincerato di Giuseppe Nicolini (1804)
- Gli incostanti nemici delle donne di Giuseppe Nicolini (1804)
- Le nozze inaspettate di Giuseppe Nicolini (1805)
- I vecchi delusi ossia la Burla di Vittorio Trento (1805)
- I furbi burlati di Filippo Grazioli (1807)
- L'inganno del festino di Giovanni Battista de Luca (1807)
- L'appuntamento notturno per burla di Giovanni Battista de Luca (1808)
- L'isola incantata di Giacomo Cordella (1809)
- Annella di porta Capuana di Domenico Cercià (1809)
- Semplicità e astuzia ossia la serva e 'l parruchiere di Valentino Fioravanti (1810)
- Il due Policarpi di Giovanni Battista de Luca (1810)
- Amor dal naufragio di Giovanni Prota (1810)
- La donna bizzarra di Marcello Bernardini (1810)
- Le nozze in campagna di Pietro Carlo Guglielmi (1811)
- Raoul signore di Crequì di Valentino Fioravanti (1811)
- Le nozze per puntiglio di Valentino Fioravanti (1811)
- Il monastero di Stefano Pavesi (1811)
- Il trionfo dell'amore, ovvero Irene e Filandro di Stefano Pavesi (1811)
- Le due simili in una di Pietro Carlo Guglielmi (1811)
- Il raggiratore di Filippo Grazioli (1812)
- Adelaide maritata di Valentino Fioravanti (1812)
- Amalia e Carlo ovvero l'arrivo della sposa di Pietro Carlo Guglielmi (1812)
- Adelaide maritata di Valentino Fioravanti (1812)
- La foresta di Hermanstadt di Valentino Fioravanti (1812)
- I vampiri di Silvestro Palma (1812)
- I solitarj di Scozia di Niccola Vaccai (1815)
- Paolina e Susetta di Valentino Fioravanti (1819)
- La pace desiderata di Carlo Conti (1820)
- I minatori scozzesi di Pietro Raimondi (1821)
- La testa meravigliosa di Pietro Generali (1821)
- La poetessa errante di Giuseppe Mosca (1822)
- La zingara di Gaetano Donizetti (1822)
- Il fortunato inganno di Gaetano Donizetti (1823)
- Il trionfo della giustizia di Carlo Conti (1823)
- Misantropia e pentimento di Carlo Conti (1823)
- Emilia di Liverpool di Gaetano Donizetti (1824)
- Il frenetico per amore di Giacomo Cordella (1824)
- Ogni eccesso è vizioso di Valentino Fioravanti (1824)
- L'abbate taccarella di Luigi Ricci (1825)
- L'ombra notturna di Carlo Assenzio (1825)
- Il morto in apparenza di Pietro Raimondi (1825)
- Otto mesi in due ore (o gli esiliati in Siberia) di Gaetano Donizetti (13 maggio 1827)
- Le convenienze teatrali di Gaetano Donizetti (21 novembre 1827)
- Amalia di Reaumur di Nicola Fornasini (1828)
- Amore e scompiglio di Fortunato Raejntroph (1834)
- Il Campanello di Gaetano Donizetti (1836)
- Betly o La capanna svizzera di Gaetano Donizetti (1836)
- Allan Mac-Auley di Mario Aspa (1838)
- L'affamato senza denaro di Nicola Gabrielli (1839)
- Allan Cameron di Fortunato Raejntroph (1839)
- L'uomo del mistero di Giovanni Pacini (1841)
- Amore a suon di tamburo di Giovanni Antonio Speranza (1845)
- Adelina di Giovanni Moretti (1846)
- Amore e disinganno di Valentino Fioravanti (26 dicembre 1847)
- Esmeralda di Vincenzo Battista (1851)
- Gli amanti sessagenari di Giorgio Miceli (1853)
- Il corsaro della Guadalupa di Vincenzo Battista (1853)
- Veritа e buggie, ossia Martuccia Frontino di Luigi Luzzi (1859)
- Adina di Giovanni Zoboli (1866)
- Amelia di GIovanni Zoboli (1870 ca.)

Nel 1781 avviene la prima assoluta di Le donne vendicate di Gaetano Monti con Marianna Monti e di Il Molaforbice di Monti, nel 1786 di L'impresario in angustie di Cimarosa, di L'inganno amoroso di Pietro Alessandro Guglielmi e di Le trame deluse di Cimarosa con Gennaro Luzio, nel 1793 di I traci amanti di Cimarosa, nel 1810 di Semplicità e astuzia ossia La serva ed il parrucchiere di Valentino Fioravanti, nel 1811 di Le nozze per puntiglio di Fioravanti con Domenico Donzelli, nel 1812 di Adelaide maritata di Fioravanti, nel 1815 di I solitari di Scozia di Nicola Vaccai, nel 1820 di Violenza e costanza di Mercadante, nel 1822 di La zingara (opera) di Gaetano Donizetti, nel 1823 di Il fortunato inganno di Donizetti, nel 1824 di Emilia di Liverpool di Donizetti, nel 1826 di Il diavolo condannato a prender moglie di Luigi Ricci, di Il finto feudatario di Pietro Raimondi e di Don Gregorio di Donizetti, nel 1827 di Otto mesi in due ore di Donizetti, di Il borgomastro di Saardam di Donizetti con Carolina Ungher, di Le convenienze ed inconvenienze teatrali di Donizetti e di Gli Aragonesi in Napoli di Carlo Conti (compositore), nel 1828 di Robinson Crusoe nell'isola deserta di Vincenzo Fioravanti, nel 1830 di Il giorno delle nozze ovvero Pulcinella marito e non marito di Errico Petrella, nel 1831 di Il ventaglio di Raimondi, di La contessa villana di Lauro Rossi, di La scommessa di matrimonio di Rossi e di La vita di un giuocatore di Raimondi, nel 1832 di La portentosa scimmia del Brasile con Pulcinella ossia La scimmia brasiliana di Vincenzo Fioravanti e di La verdummara de puorto di Raimondi, nel 1834 di Lo scroccone di Petrella, nel 1836 di Il campanello di Donizetti con Giorgio Ronconi e di Betly di Donizetti con Lorenzo Salvi, nel 1837 di Il ritorno di Pulcinella dagli studi di Padova ossia Il pazzo per amore di Vincenzo Fioravanti, nel 1838 di Un matrimonio in prigione di Fioravanti e di I pirati spagnuoli di Petrella, nel 1839 di La larva ovvero Gli spaventati di Pulcinella di Fioravanti e di Le miniere di Freinbergh di Petrella, nel 1840 di La dama ed il zoccolajo ossia La trasmigrazione di Pulcinella di Fioravanti, nel 1841 di L'uomo del mistero di Giovanni Pacini, nel 1843 di La lotteria di Vienna di Fioravanti, di Il notajo d'Ubeda ossia Le gelosie di Pulcinella di Fioravanti e di Luisella o sia La cantatrice del molo di Pacini, nel 1844 di Gli zingari ossia Gli amori di Pulcinella di Fioravanti e di Leonora (Mercadante) di Mercadante, nel 1845 di Dottor Bobolo ovvero La fiera di Rossi, nel 1846 di Il parrucchiere e la crestaja di Fioravanti, nel 1847 di Pulcinella e la fortuna e di Amore e disinganno di Fioravanti, nel 1850 di Il muratore di Napoli di Mario Aspa, nel 1851 di Il carnevale di Venezia (opera) di Petrella e di Zaffira o La riconciliazione di Pacini, nel 1852 di La festa di Piedigrotta di Ricci, nel 1853 Violetta (opera) di Mercadante, nel 1854 di Annella di Porta Capuana di Fioravanti e nel 1857 di Il geloso e la sua vedova di Nicola De Giosa.
La notte del 20 febbraio 1861 un incendio lo distrusse completamente e fu ricostruito secondo il disegno dell'architetto Ulisse Rizzi, che ne era comproprietario. Il teatro tornò in funzione nel 1864.
Nel 1866 avviene la prima assoluta di I due mariti di Nicola D'Arienzo, nel 1870 di Il cacciatore delle Alpi di D'Arienzo, nel 1878 di Griselda o La marchesa di Saluzzo di Oronzo Mario Scarano, nel 1879 di La figlia del diavolo di D'Arienzo, nel 1887 di Le trappole d'amore di Scarano, nel 1894 di L'amico Francesco di Mario Morelli in cui debutta Enrico Caruso ed il teatro ritornò ad ospitare successi teatrali (tra cui le commedie di Eduardo De Filippo) fino a quando dopo uno spettacolo eseguito nel settembre del  1934 un altro incendio lo ridusse in cenere.
Dimenticato da tutti, nel 1985 il teatro risorse grazie alla volontà di Igina Di Napoli e Angelo Montella.